# Milentija
Milentija (Servisch cyrillisch Милентија) is een plaats in de Servische gemeente Brus. De plaats telt 184 inwoners (2002).